# 土佐情報経理専門学校

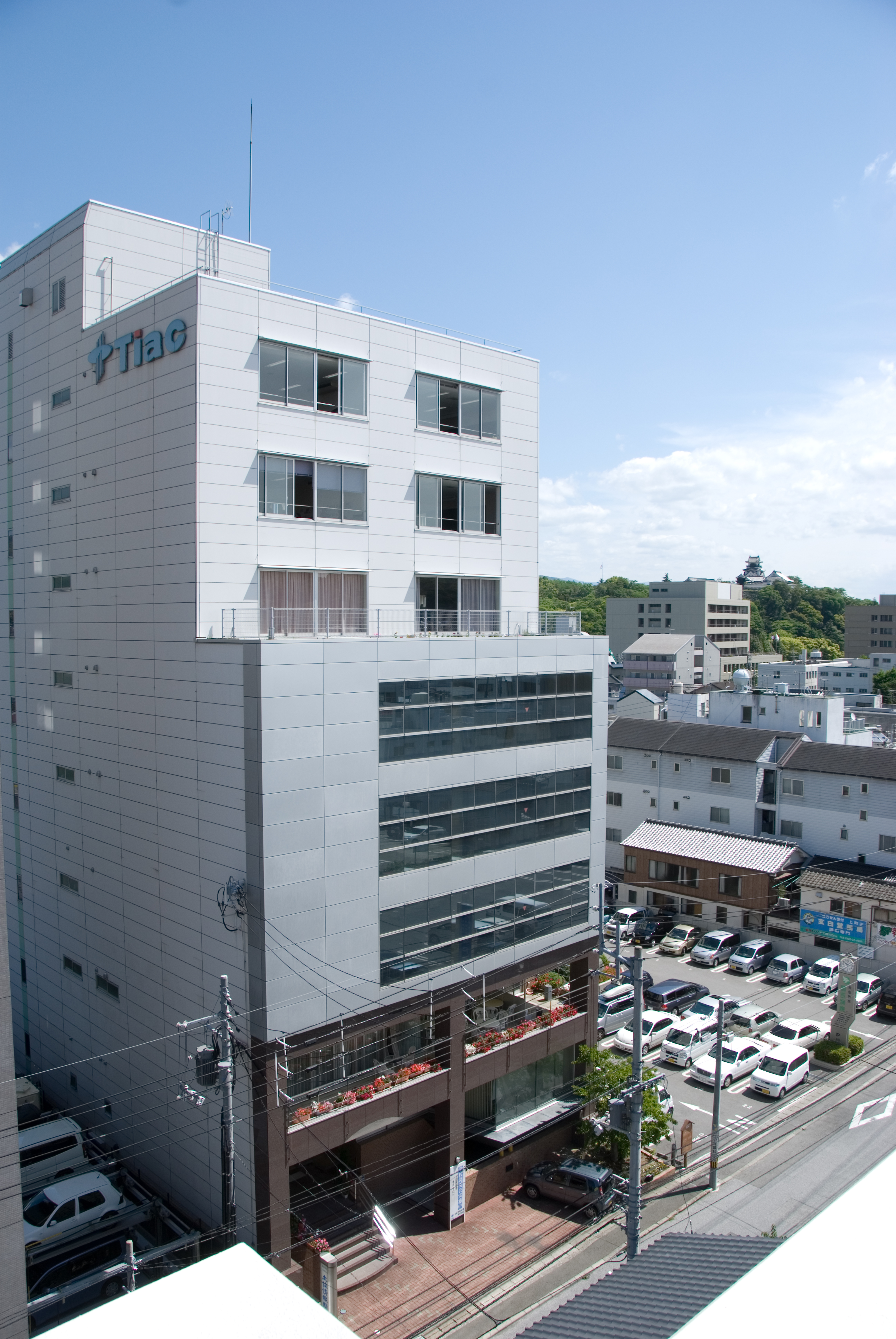
Tiac外観

土佐情報経理専門学校（とさじょうほうけいりせんもんがっこう）は、高知県高知市上町1丁目3番6号にある専門学校。法人名称は「学校法人 土佐明青学園 土佐情報経理専門学校」。略称は「Tiac（ティアック）」。

## 沿革
- 大正 3年（1914） 1月26日 - 下村秀雄、高知市丸ノ内8番地に本校の前身「簿記専修学会」を創立。
- 大正 5年（1916） 4月 - 私立学校法による「土佐簿記学校」の許可を高知県知事より受ける。
- 昭和28年（1953） 9月 -「財団法人　土佐簿記学校」として設立許可。
- 昭和44年（1969）10月 - 四国電子計算機専門学校と提携して県下初の「電子計算機科」を開講。
- 昭和51年（1976） 7月 - 学校教育法による専修学校専門課程認可校、すなわち専門学校となる。
- 昭和59年（1984）10月 - 新しいOA時代に対応するため、「ワードプロセッサ科」を県下で初めて新設。
- 昭和63年（1988） 4月 - 情報化社会に即応し、より高く飛翔するために、校名を「土佐情報経理専門学校（通称Tiac）」と改称する。
- 昭和63年（1988）11月 - 本校舎より東50メートルの地に6階建「東館」が竣工。
- 平成 3年（1991） 4月 - OA機器の増設等、教育内容の一層の充実を図るため、平成3年6階建「西館」校舎落成。経理ビジネス科に全日1年制「公務員コース」を新設。
- 平成 6年（1994） 9月 - 創立80年記念式典を行い、創立80年記念誌「悠瞬」を発行。
- 平成 9年（1997） 8月 - 8階建の新本館落成。
- 平成10年（1998） 9月 - 中国山西省、山西日語教育学院と友好校調印。
- 平成16年（2004） 9月 - 創立90周年記念式典を行い、創立90周年記念誌を発行。
- 平成17年（2005） 3月 - 校友会発足総会を開催し、土佐簿記学校・土佐情報経理専門学校校友会を発足。校友会誌を発行。
- 平成19年（2007） 12月 - 中国江蘇省、浙江省、江西省、山東省にある6つの日本語学校などと友好協定調印。
- 平成22年（2010） 4月 - 法人名を「学校法人　土佐明青学園」に変更。
- 平成25年（2013） 4月 - 全日２年制「ショップデザイン科」を廃止し、「ITビジネス科」を新設。
- 平成26年（2014） 1月 - 創立100周年を迎える。

## 設置学科・コース
- コンピュータ会計科
- ITビジネス科
- 医療情報管理科
- 公務員ビジネス科